# Tālivaldis Ķeniņš
Tālivaldis Ķeniņš (Liepāja, 22 de abril de 1919 - Toronto, 20 de enero de 2008) fue un compositor canadiense. Se vio obligado a emigrar de Letonia cuando cayó bajo la ocupación soviética después de la Segunda Guerra Mundial, mudándose a Canadá alrededor de 1951. El musicólogo canadiense Paul Rapoport le atribuye el mérito de haber introducido muchos modismos europeos en la música artística canadiense. 
CBC Music lo describió como un "compositor canadiense pionero" y The Canadian Encyclopedia lo describió como "uno de los compositores canadienses más formales".

## Temprana edad y educación
Ķeniņš nació en Letonia de padres que ocupaban puestos destacados en la vida política y cultural de Letonia.
Su padre, Atis Ķeniņš, fue abogado, educador, diplomático, poeta, traductor y político que se desempeñó como funcionario del gobierno y su madre, Anna, fue periodista y escritora. Más tarde, el gobierno soviético deportaría al padre de Ķeniņš. Cuando era niño, lo conocían como "Tali".
 Comenzó a tocar el piano a los cinco años, y sus primeras composiciones siguieron a los ocho.
Inicialmente, Ķeniņš estudió para ser diplomático en el Lycée Champollion de Grenoble, pero se trasladó a Riga entre 1940 y 1944, donde estudió composición y piano con Jāzeps Vītols.
En tiempos de la Segunda Guerra Mundial, en medio de la segunda ocupación soviética de Letonia, Ķeniņš se vio obligado a emigrar. Luego estudió en el Conservatorio de París con Tony Aubin, Olivier Messiaen y otros desde 1945 hasta 1951, y ganó el primer premio allí por su Sonata para violonchelo.
Mientras vivía en París, se ganaba la vida como pianista acompañando a cantantes, tocando en producciones teatrales y actuando en bandas de baile. Recibió los premios de música Perilhou, Gouy d'Arcy y Halphen. Al graduarse en 1950, ganó el Gran Premio Laureado por su talento como compositor. Ese mismo año, recibió una beca del Consejo Internacional de Música de la UNESCO, lo que le permitió realizar un trabajo de posgrado durante un año.

## Carrera profesional
Alrededor de 1951, el Septeto de Kenins se representó en el Festival de Nueva Música de Darmstadt, dirigido por Hermann Scherchen; ese mismo año, se mudó a Canadá y fue nombrado organista de la Iglesia Luterana de San Andrés en Toronto. En 1952, comenzó a enseñar en la Universidad de Toronto, donde enseñó durante 32 años.
Entre sus estudiantes estaban Tomas Dusatko, Edward Laufer, Walter Kemp, Bruce Mather, Ben McPeek, Arturs Ozoliņš, Imant Raminsh, James Rolfe y Ronald Bruce Smith.

## Arte
A finales de los 40 y 50, el arte de Ķeniņš evolucionó, buscando "reconciliar el romanticismo de su naturaleza y el neoclasicismo de una formación francesa".

## Legado
El musicólogo canadiense Paul Rapoport ha atribuido a Ķeniņš la introducción de muchos modismos europeos en la música artística canadiense en una era en la que muchos de sus compositores seguían estando sólidamente influenciados por los modelos británicos.

## Vida personal
Ķeniņš se casó con Valda Dreimane, quien también era de ascendencia letona.

## Obras

### Orquestal
- 8 sinfonías, incluida la núm. 1 (1959), núm. 4 (1972), núm. 6 Sinfonia ad Fugam (1978), núm. 7 (1980), núm. 8 (1986)
- 12 conciertos, incluido Concierto para viola y orquesta (1998), Concierto para violín y orquesta y Concierto para 14 instrumentos
- Canzona Sonata para viola solo y orquesta de cuerda (1986)
- Beatae Voces Tenebrae para orquesta sinfónica

### Música de cámara
- Sonata para violonchelo y piano (1950)
- Sonata [No. 1] para violín y piano (1955)
- Sonata No. 2 para violín y piano (1979)
- Sonata para viola y piano (1995)
- Sonata para violonchelo solo (1981)
- Adagio y Fuga para viola, violonchelo y órgano (1985)
- Elegía y rondó para viola y piano (1979)
- Variaciones de fantasía en una canción de cuna esquimal para flauta y viola (1967-1972)
- Partita Breve para viola y piano (1971)
- 2 cuartetos de piano
- Septeto (1951)
- Scherzo Concertante

### Piano
- Sonata para piano n. ° 1 (1961)
- Sonata-Fantaisie (1981)
- Sonata para piano n. ° 3 (1985)
- Sonata para 2 pianos (1988)

### Vocal
- 3 cantatas
- 1 oratorio